# Дияволиці (фільм, 1955)
«Дияволиці» (фр. Les Diaboliques) — чорно-білий французький психологічний трилер 1955 року режисера Анрі-Жоржа Клузо, екранізація роману «Та, якої вже нема» (Celle qui n'était plus, 1952) творчого тандему Буало — Нарсежак, двох французьких письменників — П'єра Буало (1906—1989) і Тома Нарсежака (1908—1998).
Український переклад зробила студія Омікрон на замовлення Гуртом..

## Сюжет
Директор приватної школи-інтернату Мішель Деласаль (Поль Меріс) тероризує свою дружину Христину Деласаль (Вера Клузо), яка є одночасно власницею і вчителькою школи. Коли цей мерзенний тиран побив свою коханку Ніколь Орне (Симона Синьйоре), теж вчительку цієї школи, суперниці-жертви вирішують вбити його. Однак, після смерті директора починають відбуватися дивні події. Чи вдасться приватному детективові (Шарль Ванель) розв'язати загадку?

## У ролях
- Симона Синьйоре — Ніколь Орне, вчителька
- Вера Клузо[fr] — Христина Деласаль, власниця школи
- Поль Меріс — Мішель Деласаль, директор
- Шарль Ванель — приватний детектив
- Мішель Серро — мосьє Раймон, вчитель школи
- Жан Лефевр — Робер, п'яниця
- Джонні Голлідей — учень школи (не фігурує в титрах)

## Навколо фільму
- Зйомки тривали значно довше, ніж очікувалося, замість восьми тижнів вони тривали шістнадцять. Симона Синьйоре уважно не прочитала свій контракт, перш ніж підписати його, і не зрозуміла, що їй оплатять лише вісім тижнів. Вона протестувала, але результат не змінився.
- Загальний час звучання музики Жоржа ван Париса[fr] написаної ним для фільму складає 2 хв. 21 с.: з них 1 хв. 57 хв. використані для реклами і 24 с. вона звучить у самому фільмі, де її практично нема.

## Нагороди
- 1954 Приз Луї Деллюка — Анрі-Жорж Клузо
- 1955 Премія Спільноти кінокритиків Нью Йорка (New York Film Critics Circle, NYFCC):
  - за найкращий фільм іноземною мовою[en] разом з фільмом 1952 року «Умберто Д.»
- 1955 Премія Національної ради кінокритиків США, (National Board of Review Awards 1955[en], NBR Award):
  - за найкращий іноземний фільм[en], номер 4
- 1956 Премія Едгара Алана По:
  - за найкращий іноземний фільм